# Ceratosolen fusciceps
Ceratosolen fusciceps är en stekelart som först beskrevs av Mayr 1885.  Ceratosolen fusciceps ingår i släktet Ceratosolen och familjen fikonsteklar. Inga underarter finns listade i Catalogue of Life.